# Xylotrechus crucicollis
Xylotrechus crucicollis es una especie de insecto coleóptero de la familia Cerambycidae. Estos longicornios son endémicos de la isla de Ambon (Indonesia).
Mide unos 12 mm.